# 中华人民共和国烈士陵园列表
以下是中华人民共和国（含香港、澳门特别行政区）的烈士陵园。

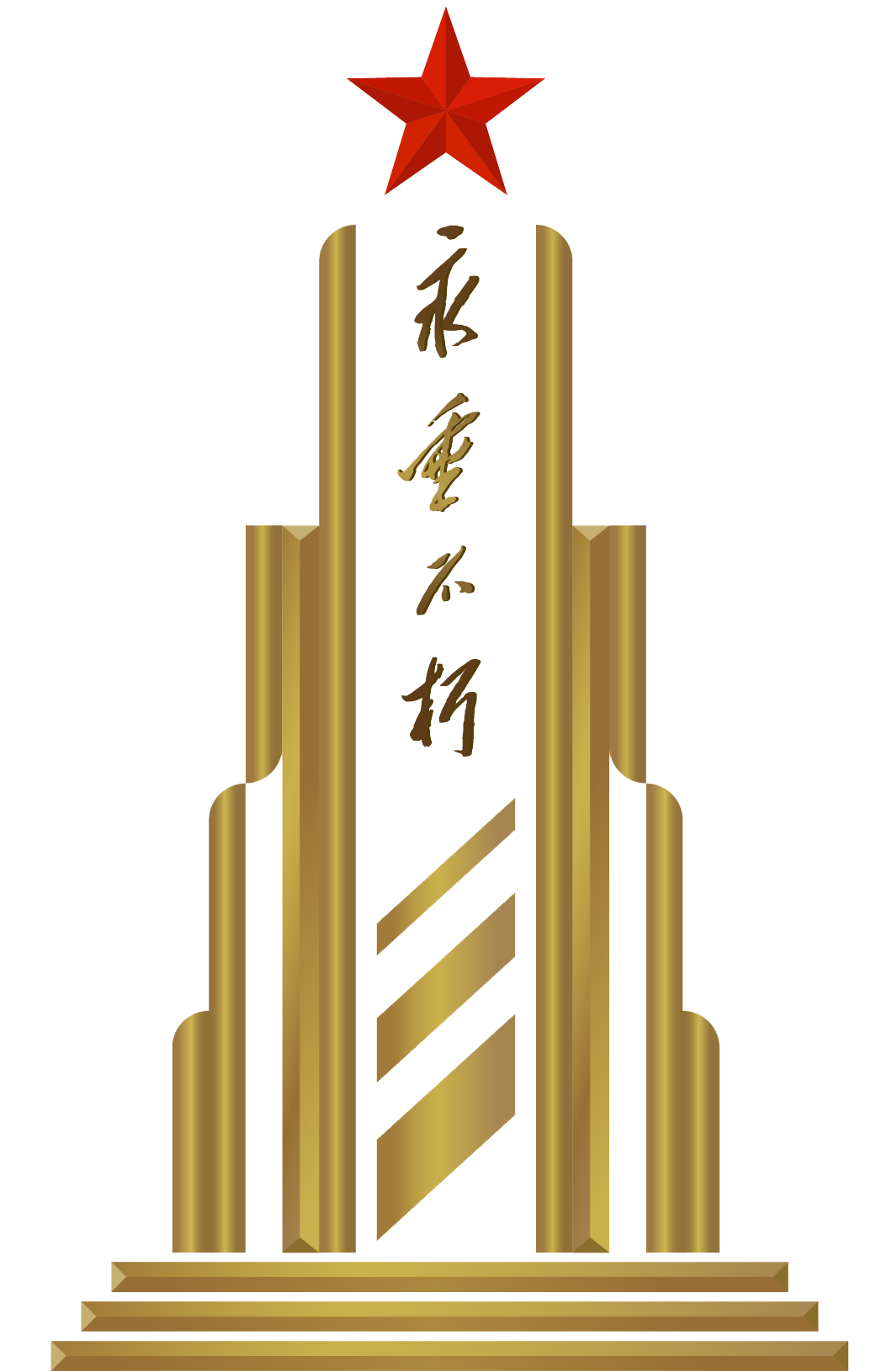
烈士纪念设施保护标志

## 华北地区

### 北京市
北京市各区的烈士陵园见下，其中2座为国家级烈士纪念设施：

#### 海淀区
- 李大钊烈士陵园

#### 房山区
- 平西烈士陵园
- 窦店志愿军烈士陵园
- 良乡烈士陵园
- 史家营烈士陵园
- 王家台烈士陵园
- 老英雄蒋维平烈士陵园

#### 通州区
- 潞城镇小甘棠村烈士陵园
- 马驹桥镇烈士陵园
- 宋庄镇翟里村烈士陵园
- 于家务乡渠头村烈士陵园
- 漷县镇纪各庄烈士墓园

#### 顺义区
- 潮白烈士陵园

#### 昌平区
- 昌平烈士陵园
- 大汤山烈士陵园
- 上店烈士陵园
- 桃林烈士陵园

#### 大兴区
- 采育镇烈士陵园
- 田载耕烈士陵园

#### 怀柔区
- 宝山镇弘德烈士陵园
- 桥梓镇北宅村神山烈士陵园
- 琉璃庙镇大河口烈士陵园
- 汤河口镇烈士陵园
- 怀北镇烈士陵园
- 九渡河镇烈士陵园
- 刘玉林烈士陵园
- 西栅子烈士陵园
- 杏树台陵园
- 长哨营满族乡烈士陵园
- 雁栖镇大地村烈士陵园

#### 平谷区
- 官庄烈士陵园

#### 密云区
- 密云区烈士陵园
- 白乙化烈士陵园
- 疃里烈士陵园
- 王波烈士碑园

#### 延庆区
- 八达岭烈士陵园
- 四海烈士陵园
- 刘斌堡烈士陵园
- 珍珠泉烈士陵园

### 天津市
天津市的烈士陵园包括3座国家级烈士纪念设施和多座县级烈士纪念设施：
- 天津市烈士陵园
- 盘山烈士陵园
- 宁河烈士陵园
- 宝坻区烈士陵园
- 武清区烈士陵园
- 西青区革命烈士陵园
- 滨海新区烈士纪念设施保护中心大港陵园
- 塘沽烈士陵园
- 汉沽烈士陵园
- 爨岭庙烈士陵园

### 河北省
河北省的烈士陵园包括11座国家级烈士纪念设施和38座省级烈士纪念设施。
- 华北军区烈士陵园
- 晋察冀烈士陵园
- 冀东烈士陵园
- 冀南烈士陵园
- 董存瑞烈士陵园
- 保定烈士陵园
- 沧州烈士陵园
- 黄骅烈士陵园
- 涉县烈士陵园
- 晋冀鲁豫烈士陵园
- 察哈尔烈士陵园
- 冀中烈士陵园
- 威县114烈士陵园
- 遵化市长城抗战烈士陵园

### 河南省
- 郑州市烈士公墓
- 焦裕禄烈士陵园

### 山西省
- 偏关烈士陵园
- 平型关烈士陵园
- 武乡县八路军烈士陵园
- 晋中市左权烈士陵园

### 内蒙古自治区
- 乌布浪口抗日烈士陵园

## 东北地区

### 辽宁省
- 沈阳抗美援朝烈士陵园
- 旅顺苏军烈士陵园

### 吉林省
- 杨靖宇烈士陵园
- 吉林市革命烈士陵园
- 敦化市烈士陵园

### 黑龙江省
- 哈尔滨烈士陵园
- 尚志烈士陵园
- 方正县烈士陵园

## 华东地区

### 山东省
- 华东革命烈士陵园
- 胶东革命烈士陵园
- 济南革命烈士陵园
- 淄博市革命烈士陵园
- 鲁西北革命烈士陵园
- 鲁南烈士陵园
- 泰安市东平烈士陵园
- 菏泽市单县湖西革命烈士陵园

### 上海市
- 龙华烈士陵园
- 闵行区烈士陵园
- 宝山烈士陵园
- 嘉定区烈士陵园
- 川沙烈士陵园
- 三林烈士陵园
- 南汇烈士陵园
- 高桥烈士陵园
- 漕泾镇烈士陵园
- 松江区烈士陵园
- 东乡烈士陵园
- 西乡烈士陵园
- 奉贤区烈士陵园
- 崇明县烈士馆

### 江苏省
- 南京市雨花台烈士陵园
- 淮安市八十二烈士墓
- 无锡市革命烈士陵园
- 邳州市王杰烈士陵园
- 南通市高凤英烈士墓
- 泰州市烈士陵园
- 赣榆抗日山烈士陵园

### 浙江省
- 杭州市革命烈士陵园
- 东湖烈士陵园
- 蕭山革命烈士陵園
- 玉环市烈士陵园

### 安徽省
- 大别山烈士陵园
- 宿州烈士陵园
- 芜湖市戴安澜烈士墓

### 福建省
- 武夷山市赤石暴动烈士陵园

### 江西省
- 萍乡革命烈士陵园

## 华南地区

### 湖北省
- 武汉市九峰山革命烈士陵园
- 苏联空军志愿队烈士墓

### 湖南省
- 衡阳市烈士陵园

### 广西壮族自治区
- 广西壮族自治区烈士陵园
- 宁明烈士陵园
- 法卡山英雄纪念碑园
- 龙州烈士陵园
- 那坡烈士陵园
- 靖西烈士陵园
- 白色起义烈士陵园
- 东兰烈士陵园
- 柳州烈士陵园
- 突破湘江烈士纪念碑园

### 广东省
- 广州起义烈士陵园
- 黄花岗七十二烈士墓
- 十九路军烈士陵园
- 海军广州烈士陵园
- 南澳县烈士陵园
- 韶关烈士陵园
- 珠海烈士陵园
- 佛山市吴勤烈士陵园
- 吴川市烈士陵园
- 湛江市河头烈士公墓

### 香港特别行政区
- 乌蛟腾抗日英烈纪念碑
- 西贡烈士墓园

## 西南地区

### 重庆市
- 重庆歌乐山烈士陵园
- 渝中区苏军烈士墓

### 四川省
- 川陕革命根据地红军烈士陵园
- 西昌市丁佑君烈士陵園及犧牲處
- 亚口夏山红军烈士墓

### 云南省
- 腾冲县国殇墓园

### 西藏自治区
- 拉萨烈士陵园

## 西北地区

### 陕西省
- 西安烈士陵園

### 新疆维吾尔自治区
- 乌鲁木齐市革命烈士陵园
- 三区革命烈士陵园